# Іраншехр – Чахбехар
Іраншехр — Чахбехар — трубопровід, що споруджується на південному сході Ірану в провінції Систан і Белуджистан.
Наприкінці 2000-х до Іраншехру, розташованого в центральній частині провінції Систан і Белуджистан, подали природний газ по магістральному трубопроводу IGAT VII. Звідси ресурс мають постачати до інших міст регіону кількома газопроводами, найбільшим серед яких стане лінія до порту Чехбехар.
Основна ділянка трубопроводу до індустріальної зони Мокран матиме довжину 255 км. На більшій частині траси діаметр труб становитиме 1400 мм, втім, останні 44 км після точки відходу можливого майбутнього газопроводу до Пакистану виконають у діаметрі 1050 мм. Від Мокрану починатимуться два відгалуження до теплових електростанцій — завдовжки 20 км та діаметром 500 мм до ТЕС Чехбехар та завдовжки 25 км і діаметром 400 мм до ТЕС Конарак.
Станом на середину 2019 року рівень готовності газопроводу Іраншехр — Чехбехар оцінювали в 45 %.
Головним споживачем доправленого по трубопроводу ресурсу мають бути підприємства індустріальної зони Мокран, передусім нафтохімічного спрямування. Тут заплановане зведення цілого ряду заводів для випуску метанолу, аміаку та сечовини, які щодобово споживатимуть 30 із 50 млн м3 протранспортованих по трубопроводу. Крім того, в Мокрані має з'явитися комплекс прямого відновлення заліза, технологія якого також потребує великих обсягів природного газу.
Окрім згаданого вище перспективного експорту до Пакистану, по лінії Іраншехр — Чехбехар може бути поданий ресурс для офшорного газопроводу до індійського штату Гуджарат. Втім, подібні міжнародні проєкти залежать від зняття введених проти Ірану санкцій.